# Sváby Frigyes
Svabóczi és tótfalvi Sváby Frigyes (Tótfalu (Szepes megye), 1834. augusztus 4. – Lőcse, 1904. április 21.) történész, megyei levéltáros és a Csáky-nemzetség közös levéltárának őre.

## Élete
Iskoláit Lőcsén, Rozsnyón és Pesten végezte; azután a bécsi egyetemre ment, ahol orvosnak készült; de 1859-ben betegsége miatt nyugalmasabb pályára kellett áttérnie. 1867. május 1-jén Szepes vármegye közönsége levéltárnoknak választotta meg; ezután Lőcsén töltötte hátralevő éveit, itt is hunyt el.
Politikai, természettudományi és helyi érdekű cikkeket írt a bécsi Magyar Sajtóba (1857-58), a bécsi Neueste Nachrichtenbe (1861), a Pesti Naplóba (1860. és a 70-es években); levéltári adatokat közölt a Századokban (1870., 1873., 1874., 1891. A megyei levéltárak jövője); a Történelmi Tárban (1878., 1880., 1882.); és a szepesmegyei tört. társ. Évkönyvében (1889). A Pallas Nagy Lexikonának is munkatársa volt.

## Munkái
- Szepesmegye szervezete. Lőcse, 1884
- Régi vármegye. Vázlatok Szepesvármegye levéltárából. Uo. 1889 (Különnyomat a Szepesmegyei tört. társulat Évkönyveiből. Ism. Kath. Szemle 1890)
- A körösszeghi és adorjáni gróf Csáky-család genealogiája. Levéltári okmányok alapján. Bpest, 1891
- Szepesmegye közgazdasági állapotának leírása. Uo. 1891
- A Lengyelországnak elzálogosított XIII szepesi város története. Lőcse, 1895 (Szepesmegye tört. társulat kiadványai II.)
- A körösszegi és adorjáni Csákyak által egykor birtokolt várak, kastélyok, uradalmak, mezővárosok, szőlők, puszták és részbirtokok betűsoros jegyzéke (737 szám), A családi levéltárak okmányai alapján összeállítva és a család tagjai számára kéziratként kiadva. Uo. 1898 (névtelenül)
- A szepesség lakosságának sociologiai viszonyai a XVIII. és XIX. században. Uo. 1901

A Megyei Monografiák (Bpest, 1891. V. k. Szepesmegye) szerkesztésében is részt vett.